# 拉巴特皇宫
拉巴特皇宫（阿拉伯语：دار المخزن）位於摩洛哥首都拉巴特，是摩洛哥王室的主要官邸。目前的建築由阿拉維王朝蘇丹穆罕默德四世於1864年建造，以取代舊宮殿。
一些君主，尤其是穆罕默德五世，更喜歡較小且相對隱蔽的Dar es-Salaam宮殿，以遠離城市中心，而將拉巴特皇宫作為他們的官方和行政住所。
許多摩洛哥皇室成員的重要事件都發生在這座宮殿中，包括1929年哈桑二世的誕生，以及2002年穆罕默德六世和薩爾瑪·本納尼（拉拉·薩爾瑪王妃）的結婚典禮。